# Oulad Boussaken
Oulad Boussaken  (in arabo أولاد بوساكن‎?) è un centro abitato e comune rurale del Marocco situato nella provincia di Sidi Bennour, regione di Casablanca-Settat. Conta una popolazione di 7 390 abitanti (censimento 2014).